# Dāngī-ye Akbarābād
Dāngī-ye Akbarābād (persiska: طالقانی, دانگی اکبر آباد, دانَكی, دونكی, Ţāleqānī, آبستان, طالقان) är en ort i Iran.   Den ligger i provinsen Lorestan, i den västra delen av landet, 400 km sydväst om huvudstaden Teheran. Dāngī-ye Akbarābād ligger 1 706 meter över havet och antalet invånare är 622.
Terrängen runt Dāngī-ye Akbarābād är huvudsakligen kuperad, men åt nordost är den bergig. Runt Dāngī-ye Akbarābād är det ganska tätbefolkat, med 72 invånare per kvadratkilometer. Närmaste större samhälle är Zāgheh-ye ‘Olyā, 9,4 km öster om Dāngī-ye Akbarābād. Trakten runt Dāngī-ye Akbarābād består i huvudsak av gräsmarker.